# Touil (Hodh El Gharbi)
Pour les articles homonymes, voir Touil (Hodh Ech Chargui).
Touil est une commune de Mauritanie située dans le département de Tintane de la région de Hodh El Gharbi.